# Cyclosorus sanduensis
Cyclosorus sanduensis là một loài thực vật có mạch trong họ Thelypteridaceae. Loài này được K.H. Shing & P.S. Wang mô tả khoa học đầu tiên năm 1999.